# Rezerwat przyrody Łęg Dębowy koło Janowa Podlaskiego
Rezerwat przyrody Łęg Dębowy koło Janowa Podlaskiego – leśny rezerwat przyrody znajdujący się na terenie gminy Janów Podlaski, w powiecie bialskim, w województwie lubelskim. Leży w granicach Parku Krajobrazowego Podlaski Przełom Bugu.
- Powierzchnia: 132,38 ha[2]
- Rok utworzenia: 1972
- Dokument powołujący: Zarządzenie Ministra Leśnictwa i Przemysłu Drzewnego z dnia 27 października 1972 roku w sprawie uznania za rezerwat przyrody (MP nr 53, poz. 283).
- Przedmiot ochrony (według aktu powołującego): zachowanie ze względów naukowych i dydaktycznych łęgu dębowego z licznymi drzewami pomnikowymi i rzadkimi roślinami runa na tarasie zalewowym.

Teren rezerwatu w całości jest położony w szerokiej dolinie Bugu w bezpośrednim sąsiedztwie rzeki na obszarze dolnej terasy, corocznie zalewanej w okresie spływu wód wiosennych.
Drzewostan rezerwatu rosnący na siedliskach żyznych i bardzo żyznych cechuje duży stopień naturalności. Główną osobliwością przyrodniczą jest rzadki na terenie Polski las łęgowy z zachowanym na dużej powierzchni starodrzewem dębu szypułkowego i olszy czarnej.
W drzewostanie naturalnym typowym dla tego siedliska górne piętro tworzą potężne dęby szypułkowe (łac. Quercus robur), w wieku 150–160 lat oraz sporadycznie olsza czarna (Alnus glutinosa) w wieku około 60 lat.
Pod okapem dębu niższą warstwę tworzą: wiąz pospolity (Ulmus campestris), czeremcha zwyczajna (Padus avium), sporadycznie występują: lipa drobnolistna (Tilia cordata), grusza pospolita (Pirus communis), grab zwyczajny (Carpinus betulus).
Warstwę podszytu tworzą: leszczyna (Corylus avellana), czeremcha zwyczajna (Padus avium), trzmielina zwyczajna (Evonymus europaea), dereń świdwa (Cornus sanguinea), rzadziej wiciokrzew suchodrzew (Lonicera xylosteum), kalina koralowa (Viburnum opulus), wawrzynek wilczełyko (Daphne mezereum).
Ols wykształcił się na najniższej położonych powierzchniach rezerwatu w zagłębieniach terasy nadrzecznej z bardzo płytkim lub powierzchniowym poziomem wody gruntowej, okresowo występującej na powierzchni. W drzewostanie naturalnym głównym gatunkiem jest olsza czarna w wieku 60 lat z domieszką brzozy omszonej (Betula pubescens) i wierzby białej (Salix alba). Warstwę krzewów stanowią gatunki wierzb spotykane w zaroślach łęgowych oraz kruszyna pospolita (Frangula alnus).
O bogactwie florystycznym rezerwatu świadczy fakt stwierdzenia występowania wielu gatunków roślin naczyniowych, a wśród nich roślin objętych całkowitą ochroną gatunkową takich jak: wawrzynek wilczełyko (Daphne mezereum), orlik pospolity (Aquilegia vulgaris), grążel żółty (Nuphur lateum), bluszcz pospolity (Hedera helix), lilia złotogłów (Lilium martagon), mieczyk dachówkowaty (Gladiolus imrbicatus), goździk pyszny (Dianthus superbus), podkolan biały (Platanthera bifolia), podkolan zielonawy (Platanthera chlorantha), storczyk szerokolistny (Orchis latifolia), storczyk krwisty (Orchis incarnata), kruszczyk rdzawoczerwony (Epipactis atropurpurea), kruszczyk szerokolistny (Epipactis latifolia), listera jajowata (Listera ovata).
Duża baza pokarmowa i znaczna niedostępność drzewostanu sprawiają, iż rezerwat jest ostoją zwierzyny leśnej. Zanotowano tu występowanie jelenia szlachetnego (Cervus elephus), sarny (Capreolus capreolus), dzika (Sus scrota), lisa (Vulpes vulpes), łosia (Alces alces). Spośród licznej grupy ptaków na uwagę zasługuje obecność gniazd bociana czarnego (Ciconia nigra), orlika krzykliwego (Aquila pomarina), puszczyka (Strix aluco), brodźca samotnika (Tringa ochropus), dzięcioła średniego (Dendrocopos medius), bekasa kszyka (Gallinago gallinago), zimorodka (Alcedo atthis), cyranki (Anas querquedula), dudka (Upupa epops) oraz błotniaka stawowego (Cicrus aeruginosus).
W drugiej połowie 2024 rezerwat doznał znacznych zniszczeń związanych z budową bariery elektronicznej na granicy z Białorusią – m.in. usunięto wszystkie drzewa i krzewy w pasie 10–15 m od rzeki.